# 狭盖粉背蕨
狭盖粉背蕨（学名：Aleuritopteris stenochlamys）为中国蕨科粉背蕨属下的一个种。

## 扩展阅读
維基物種上的相關：狭盖粉背蕨